# Shindō Kaneto

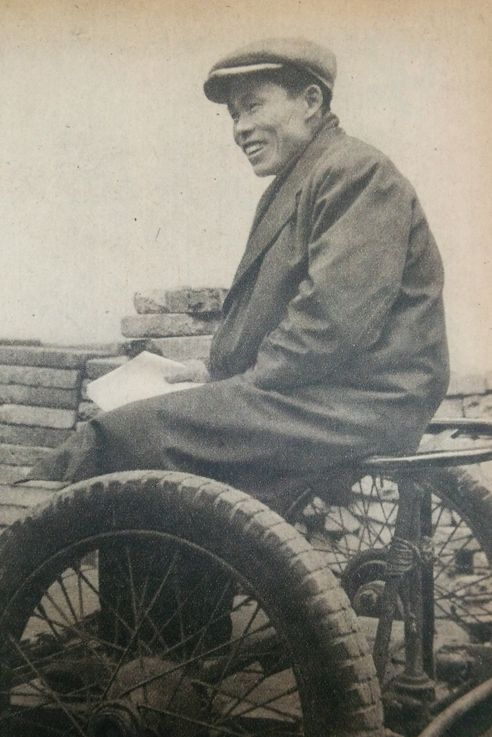
Shindō Kaneto

Shindō Kaneto (japanisch 新藤 兼人, eigentlich: 新藤 兼登 bei gleicher Aussprache; * 22. April 1912 in Ishiuchi, Landkreis Saeki (heute: Stadtbezirk Saeki-ku, Hiroshima); † 29. Mai 2012 in Tokio) war ein japanischer Filmregisseur und Drehbuchautor. Seit den 1940er Jahren verfasste er für mehr als 210 Filme die Drehbücher und inszenierte über 40 Filme selbst.

## Leben
Shindōs Eltern, die Großgrundbesitzer waren, verloren aufgrund der Weltwirtschaftskrise ihr Land und Vermögen. Er war deshalb gezwungen, schon mit 15 seinen Lebensunterhalt selber zu verdienen. Shindō begann seine Karriere 1928 als Szenenbildner bei Shinkō Tōkyō. 1939 schrieb er seine ersten Drehbücher, unter anderem für Kinoshita Keisuke, Yoshimura Kōzaburō und Mizoguchi Kenji. Letzterer hatte einen großen Einfluss auf sein späteres Schaffen als Regisseur. 1942 wechselte er zur Produktionsfirma Shōchiku. Von 1944 bis zum Ende des Krieges war Shindō Soldat. Gemeinsam mit dem Regisseur Yamada Tengo, dem Produzenten Itoya Hisao und dem Schauspieler Tonoyama Taiji gründete er 1950 die unabhängige Produktionsfirma Kindai Eiga Kyokai (Gesellschaft des modernen Films), um dem kommerziellen Druck bei Shōchiku zu entgehen und die Möglichkeit zu bekommen, eigene Themen zu verarbeiten. Kaneto Shindōs Werk ist neben dem Einfluss von Mizoguchi stark von der sowjetischen Montagetechnik Sergei Eisensteins und Orson Welles’ Schaffen beeinflusst. Außerdem nannte er den frühen Jean-Luc Godard als Einfluss. Shindō verstand sich als Sozialist.
1951 gab er mit dem Film Aisai monogatari sein Regiedebüt. Der Film handelt von seiner Frau, die 1943 verstorben war. Ein erster Erfolg als Regisseur sollte ihm bereits 1952 mit Die Kinder von Hiroshima gelingen, der sich als einer der ersten Spielfilme den Folgen des Atombombenabwurfs auf Hiroshima widmete. Dieses Thema sollte er später noch mehrmals aufgreifen. Der Film wurde beispielsweise bei den Internationalen Filmfestspielen von Cannes aufgeführt und erhielt auf dem Internationalen Filmfestival Karlovy Vary einen Friedenspreis.
Seine bekanntesten Filme drehte Shindō in den 1960er-Jahren. Zu diesen gehören das Drama Die nackte Insel (1960), das mit dem Großen Preis auf dem Internationalen Filmfestival Moskau prämiert wurde, sowie die Horrorfilme Onibaba – Die Töterinnen (1964) und Yabu no naka no kuroneko (1968). Diese Filme wiesen oft starke Frauenfiguren auf. Häufig arbeitete er mit dem Komponisten Hikaru Hayashi zusammen, der auch die Musik zu den besagten Filmen schrieb.
1975 brachte er einen Dokumentarfilm über Mizoguchi Kenji heraus, der gleichzeitig als Hommage gedacht war. Aru eiga kantoku no shōgai – Mizoguchi Kenji no kiroku (ある映画監督の生涯 溝口健二の記録), so der Titel des Films, besteht aus Interviews mit Leuten, die Mizoguchi nahestanden. Im gleichen Jahr wurde er für seinen Beitrag zum Independent Film mit dem Asahi-Preis ausgezeichnet. 1978 heiratete er die Schauspielerin Nobuko Otowa, die in vielen seiner Filme die Hauptrolle spielte.
Er war mehrmals für den Japanese Academy Award nominiert und gewann diesen 1978 für sein Drehbuch zu Yoshitarō Nomuras Jiken und 1996 gleich dreimal für seinen Film Ein letzter Brief. 1999 gewann sein Film Ikitai den Goldenen St. Georg und den FIPRESCI-Preis auf dem Internationalen Filmfestival Moskau. 2003 erhielt er den Japanese Academy Award für sein Lebenswerk. 1997 wurde er zur Person mit besonderen kulturellen Verdiensten ernannt, 2002 erhielt er den Kulturorden und 2011 den Kikuchi-Kan-Preis.
2010 drehte er im Alter von 98 Jahren den Spielfilm Ichimai no hagaki (engl. Postcard), der 2011 beim Mainichi Eiga Concours als Bester Film und in weiteren Kategorien ausgezeichnet wurde und für den er 2012 den Blue Ribbon Award als Bester Regisseur erhielt, und beendete damit seine Karriere als Regisseur. In Postcard setzte sich Kaneto mit dem Schicksal der Familien gefallener Soldaten im Zweiten Weltkrieg auseinander. Nur Manoel de Oliveira hat in noch höherem Alter Filme realisiert. Postcard wurde zugleich als japanischer Beitrag für den Oscar 2012 in der Kategorie „bester fremdsprachiger Film“ eingereicht, schaffte es jedoch nicht auf die Nominierungsliste.

## Filmografie
| - 1951: Aisai Monogatari (愛妻物語) - 1952: Nadare (雪崩) - 1952: Die Kinder von Hiroshima (原爆の子, Gembaku no Ko) - 1953: Shukuzu (縮図) - 1953: Onna no issho (女の一生) - 1954: Dobu (どぶ) - 1955: Okami (狼) - 1956: Gin shinju (銀心中) - 1956: Ruri no kishi (流離の岸) - 1956: Joyu (女優) - 1957: Umi no yarodomo (海の野郎ども) - 1958: Kanashimi wa onna dakeni (悲しみは女だけに) - 1959: Daigo Fukuryu-Maru (第五福竜丸) - 1959: Hanayome-san wa sekai-ichi (花嫁さんは世界一) - 1960: Die nackte Insel (裸の島, Hadaka no Shima) - 1962: Ningen (人間) - 1963: Haha (母) - 1964: Onibaba – Die Töterinnen (鬼婆, Onibaba) - 1965: Akutŏ (悪党) - 1965: Seisaku no Tsuma (清作の妻) - 1966: Honnô (本能) - 1967: Sei no kigen (性の起原) - 1968: Yabu no naka no kuroneko (薮の中の黒猫) - 1968: Tsuyomushi onna to yowamushi otoko (強虫女と弱虫男) - 1969: Kagerô (かげろう) | - 1970: Shokkaku (触角) - 1970: Heute leben, morgen sterben (裸の十九才, Hadaka no Jūkyū-sai) - 1972: Kanawa (鉄輪（かなわ）) - 1972: Sanka (讃歌) - 1973: Kokoro (心) - 1974: Waga michi (わが道) - 1975: Aru Eiga Kantoku no Shōgai: Mizoguchi Kenji no Kiroku (ある映画監督の生涯 溝口健二の記録) - 1977: Aus dem Leben Chikuzans (竹山ひとり旅, Chikuzan Hitori Tabi) - 1979: Kousatsu (絞殺) - 1981: Hokusai manga (北斎漫画) - 1984: Chihei-sen (地平線) - 1986: Burakkubōdo (ブラックボード) - 1986: Rakuyōju (落葉樹) - 1987: Hachiko – Wahre Freundschaft währt ewig (ハチ公物語) - 1988: Sakura-tai Chiru (さくら隊散る) - 1992: Bokuto kidan (濹東綺譚) - 1995: Ein letzter Brief (午後の遺言状, Gogo no Yuigonjō) - 1999: Ikitai (生きたい) - 2000: Sanmon yakusha (三文役者) - 2003: Fukurō (ふくろう) - 2008: Ishiuchi Jinjō Kōtō Shōgakkō: Hana wa Chire domo (石内尋常高等小学校 花は散れども) - 2010: Ichimai no hagaki (一枚のハガキ) |